# Чентоваллі (Тічино)
Чентоваллі (італ. Centovalli) — громада  в Швейцарії в кантоні Тічино, округ Локарно.

## Географія
Громада розташована на відстані близько 130 км на південний схід від Берна, 29 км на захід від Беллінцони.
Чентоваллі має площу 53,5 км², з яких на 2,4% дозволяється будівництво (житлове та будівництво доріг), 4,6% використовуються в сільськогосподарських цілях, 78,1% зайнято лісами, 14,9% не є продуктивними (річки, льодовики або гори).

## Демографія
2019 року в громаді мешкало 1134 особи (+1,1% порівняно з 2010 роком), іноземців було 9,8%. Густота населення становила 21 осіб/км².
За віковим діапазоном населення розподілялося таким чином: 13,6% — особи молодші 20 років, 54,4% — особи у віці 20—64 років, 32% — особи у віці 65 років та старші. Було 563 помешкань (у середньому 2 особи в помешканні).
Із загальної кількості 385 працюючих 36 було зайнятих в первинному секторі, 73 — в обробній промисловості, 276 — в галузі послуг.